# برمنسيون بسيط
برمنسيون بسيط (الاسم العلمي: Prymnesium simplex) هو نوع من الأسناخ صبغية يتبع جنس البرمنسيون من الفصيلة البرمنسيونية.